# モーガン・ワード
ヘンリー・モーガン・ワード （英: Henry Morgan Ward、1901年8月20日 –1963年6月26日
）は、アメリカの数学者、カリフォルニア工科大学の数学教授。

## 経歴
1901年、ニューヨークシティに生まれた。カリフォルニア大学バークレー校で学び1924年にBAを獲得した。1928年、カリフォルニア工科大学（カルテック）でエリック・テンプル・ベルの指導の下、数学のPh.D.を取得した。 その後カルテックのリサーチフェロー、1929年に学部会員になり、1963年に没するまでカルテックに残った。博士課程を指導した学生の1人であるロバート・パーマ―・ディルワースもまたカルテックの教授である。ワードはディルワースや他の学生（ドナルド・アラン・ダーリングなど）を通じて、500人を超える数学者、計算機科学者の学術的祖先となっている。

## 研究
ワードの研究内容には、漸化式とその解の可分性、単項式とオイラー予想を含むディオファントス方程式、単項式、抽象代数学、束論、同調格子、関数方程式と写像の反復、数値解析がある。また、アメリカ国立科学財団で初等学校の数学のカリキュラムの改革を行い、クローランス・エセル・ハードグローブ（Clarence Ethel Hardgrove）とともに教科書 Modern Elementary Mathematics を執筆した（アディソン・ウェズリー, 1962）。
ワードの作品はカルテック図書館に収蔵されている。1963年11月21,22日、彼を偲ぶシンポジウムが開催された。 Ward quasigroups は、ワードの群の公理の代替集合に関する論文に因んで名付けられた。

## 私生活
カリフォルニア州のドゥアルテで心臓発作を起こして没した。